# Blåhults kapell

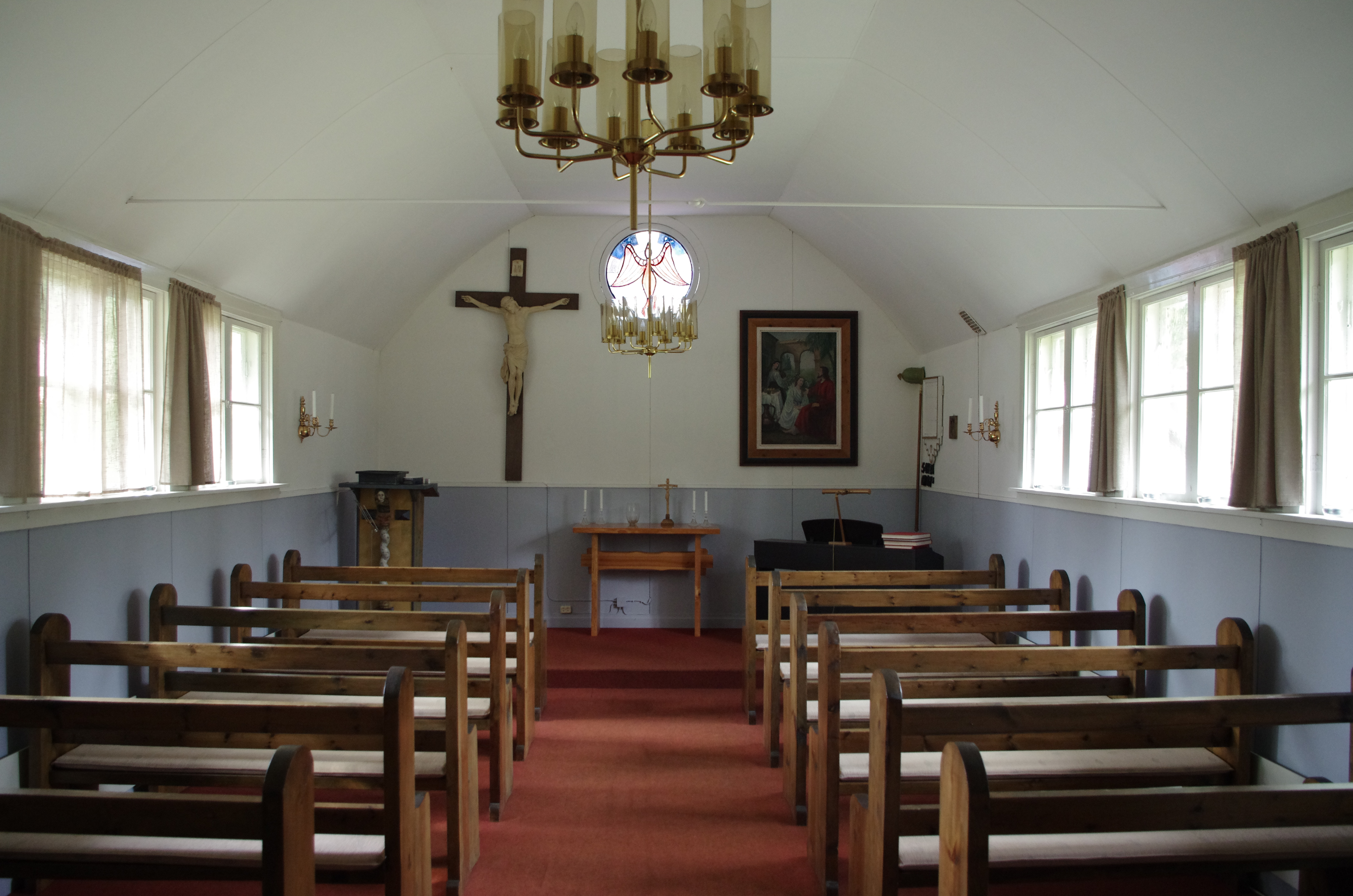
Kyrkorum.

Blåhults kapell är ett kapell i Blåhult i Tidaholms kommun i Skara stift beläget i naturreservatet Hökensås.

## Kyrkobyggnaden
År 1934 bildades Blåhults kyrksalsförening som fick i uppdrag att samla inpengar och material till att bygga ett kapell. År 1936 uppfördes kapellet efter köpmannen Evald Gillbrands ritningar av byggmästare Oskar Johansson i Gälleberg med pengar och virke som skänkts till föreningen. Kapellet har en traditionell rödfärgad locklistpanel med tegeltäckt tak. Interiören är enkel med ett målat korförnster som enda fasta utsmyckning.
Kapellet ligger med koret åt norr. Tomten omges av ett omålat trästaket med öppning i väster och söder. Den västra öppningen har svartmålade grindstolpar av trä och den östra en trägrind. Innanför den västra öppningen står ett träbord med bänkar och mot vägen står en rad med björkar.
År 1959 upplöstes Blåhults kyrksalsförening och Daretorps församling, som år 2010 genom sammanslagning blivit Hökensås församling, tog över ansvaret för kapellet. Norr om kapellet uppfördes 1965 en klockstapel med manuell ringning.

## Invenarier
- Altartavlan är målad av och skänkt till kyrkan av förre kantorn i Daretorp, Paul Grafström. Den nuvarande altartavlan är en gåva av Fritz Pettersson och har målats av Loman[vem?].
- Talarstolen gjordes av klockaren Robert Blomberg från Blåhult.